# Nikolaus Crell
Nikolaus Krellius (1552-1601)  (* Leipzig, 1552 † Dresden, 9 de Outubro de 1601) foi conselheiro e chancele de Cristiano I, Eleitor da Saxônia (1560-1591), filho de Augusto I.

## Biografia
Entre 1568 e 1571, estudou na cidade de Grimma, de 1571 a 1576 foi para Leipzig onde recebeu o diploma de Mestrado em 25 de Janeiro de 1576. Em 1577 viajou para a França, onde provavelmente recebeu seu diploma de Doutor em Direito em Valença. Em Genebra fez contacto com o teólogo e humanista François Hotman (1524-1590). Casou em Leipzig, no dia 4 de Agosto de 1577 com Margarete Grieben. Em 20 de Fevereiro de 1580 tornou-se conselheiro da corte em Dresden, entrando a serviço de Cristiano, Eleitor da Saxônia, filho mais velho de Augusto I, e quando Cristiano sucedeu a seu pai como eleitor em 1586, se tornou seu conselheiro mais influente.
Os princípios religiosos de Krell eram Calvinistas ou Crypto-calvinistas, e tanto antes, como depois de sua nomeação como chanceler em 1589, procurou avançar em seus perfis religiosos às custas da Ortodoxia Luterana, que era a religião sancionada pelo Eleitorado da Saxônia. Os calvinistas eram nomeados para inúmeros cargos eclesiásticos e educacionais, uma tradução da Bíblia com anotações calvinistas foi publicada, e Krell tomou outras medidas para conseguir seus objetivos.
Na política externa, também, ele procurou modificar a política tradicional da Saxônia de cooperação mútua com os imperadores de Habsburgo, atuando em conjunto com João Casimiro, Conde do Palatinato de Simmern (1543-1592), e também regente do Eleitorado do Palatinato, e estendendo suas influências até Henrique IV da França e Elisabeth I da Inglaterra.
Estas fugas da tradição saxã, associadas ao desconforto com a alta posição e comando autocrático do chanceler, fizeram com que Krell se tornasse impopular, e quando o eleitor morreu, em 25 de Setembro de 1591, ele foi destituído de suas funções (Outubro 1591), e lançado na prisão de Georgenburg da Fortaleza de Königstein por ordem de Frederico Guilherme, Duque de Saxe-Altenburg (1562-1602), regente em nome do jovem Eleitor Cristiano II (1583-1611).
Seu julgamento foi adiado até 1595, quando, então, devido à parcial interferência da corte de justiça imperial, arrastou-se ainda por mais seis anos. Finalmente, o processo foi encaminhado pelo imperador Rodolfo II junto a uma corte de apelação em Praga, e Krell foi sentenciado à morte. Ele foi decapitado no Jüdenhof em 9 de Outubro de 1601. A influente política europeia inaugurou uma via pavimentada com a inscrição "Kr" no local de sua execução em Dresden.
Krell não foi o único indivíduo a ser acusado de crypto-calvinismo. O renomado médico alemão Caspar Peucer (1525-1602) também foi acusado e subsequentemente aprisionado durante vários anos.